# New Gold Dream (81-82-83-84)
New Gold Dream (81-82-83-84) är ett album av den skotska gruppen Simple Minds utgivet den 13 september 1982. Det nådde 3:e plats på brittiska albumlistan och 9:e plats på Sverigetopplistan. Det finns med i boken 1001 Albums You Must Hear Before You Die.

## Tillkomst
Albumet skrevs under fem månader och spelades in i Townhouse Studios, London och The Manor, Oxfordshire. De första låtarna som skrevs till albumet var Promised You a Miracle, Hunter and the Hunted och King Is White and In the Crowd, vilka spelades in som en demo i januari 1982. Den förstnämnda utgavs senare som albumets första singel.
Albumet producerades av den unge Peter Walsh efter att gruppen imponerats av hans arbete med ommixningen av gruppens tidigare singel Sweat in Bullet. Under inspelningen blev det uppenbart att gruppens trumslagare Mike Ogletrees spelstil inte passade för albumet och på Walsh inrådan anlitades istället Mel Gaynor för att ge mer tyngd till låtarna.
Huvuddelen av albumet spelades in  i Townhouse Studios i London. Herbie Hancock spelade in i en studio bredvid och tillfrågades att göra ett synthsolo i låten Hunter and the Hunted som finns med på albumet.

## Mottagande
Albumet fick vid sin utgivning ett positivt kritikermottagande. I NME skrev Paul Morley: "Min lojalitet mot Simple Minds är känd som avsevärd, men trots det blir även jag skakad av den bestående skönheten i den här musiken. New Gold Dream tar andan ur mig."

## Turné
26 och 27 mars 1983 hade Simple Minds två spelningar i Stockholms Konserthus, 29 mars i Göteborg.

## Låtlista
1. "Someone Somewhere in Summertime" - 4:36
2. "Colours Fly and Catherine Wheel" - 3:49
3. "Promised You a Miracle" - 4:28
4. "Big Sleep" - 5:00
5. "Somebody Up There Likes You" - 5:02
6. "New Gold Dream (81-82-83-84)" - 5:39
7. "Glittering Prize" - 4:33
8. "Hunter and the Hunted" - 5:55
9. "King Is White and in the Crowd" - 7:00

## Medverkande
Simple Minds
- Charles Burchill - Gitarr
- Derek Forbes - Bas
- Michael MacNeil - Keyboards
- Jim Kerr - Sång

Övriga
- Mike Ogletree - Trummor (låt 2, 5 och 6)
- Mel Gaynor - Trummor (låt 1, 4 och 6-9)
- Kenny Hyslop - Trummor (låt 3)
- Sharon Campbell - Sång (låt 2 och 7)
- Herbie Hancock - Keyboards (låt 8)